# Bloomfield (Connecticut)
Bloomfield es un pueblo ubicado en el condado de Hartford en el estado estadounidense de Connecticut. En el año 2009 tenía una población de 20.626 habitantes y una densidad poblacional de 306 personas por km².

## Geografía
Bloomfield se encuentra ubicada en las coordenadas 41°50′39″N 72°44′29″O / 41.84417, -72.74139.

## Demografía
Según la Oficina del Censo en 2000 los ingresos medios por hogar en la localidad eran de $53,812, y los ingresos medios por familia eran $64,892. Los hombres tenían unos ingresos medios de $42,860 frente a los $36,778 para las mujeres. La renta per cápita para la localidad era de $28,843. Alrededor del 7.6% de la población estaban por debajo del umbral de pobreza.